# ザリル
ザリル（またはザレール）は、サーサーン朝の王子。485年の帝国北部で兄王バラーシュに対して反乱を起こした。

## 生涯
ザリルの生涯についての唯一の情報源であるアルメニア人の歴史家Ghazar Parpetsiによると、ザリルはサーサーン朝のシャーヤズデギルド2世の息子だった。彼にはバラーシュ、ホルミズド3世、ペーローズ1世の兄弟がいた。ペーローズ1世の戦死（エフタル・サーサーン戦争 (484年)）後、バラーシュは貴族と聖職者によって王に選ばれた。しかしその選出にザリルは不満を持ち、反乱を起こした。バラーシュはアルメニアで反乱を起こしていたヴァハン・マミコニアンと和平することを余儀なくされ、ザリルの反乱を抑えるために彼を鎮圧軍のリーダーとして派遣した。ザリルはすぐに敗北し、山へ逃げたが、すぐに捕まって"動物のように撃ち落とされた"。